# 東京未来大学

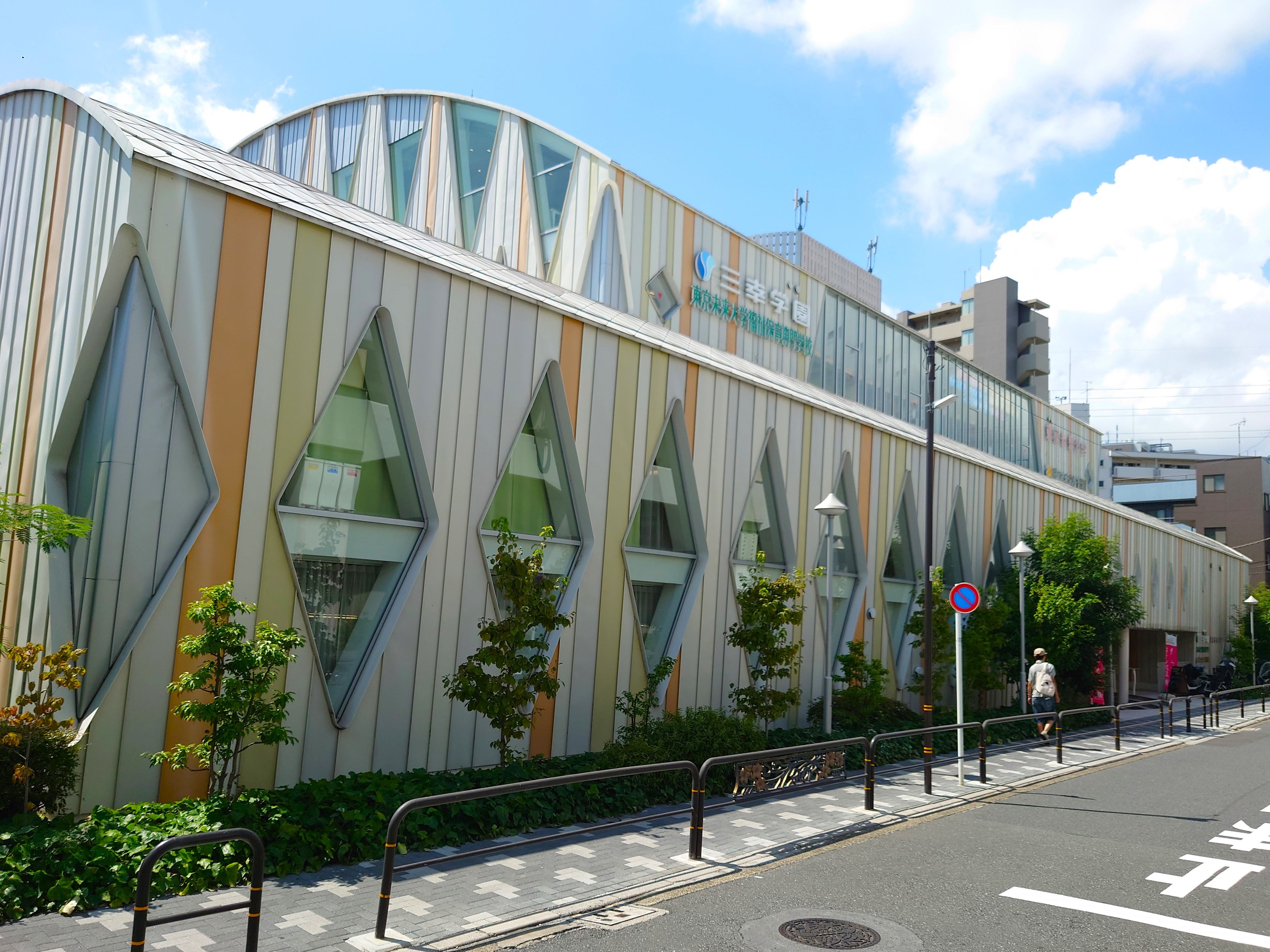
綾瀬キャンパス(現東京未来大学福祉保育専門学校)

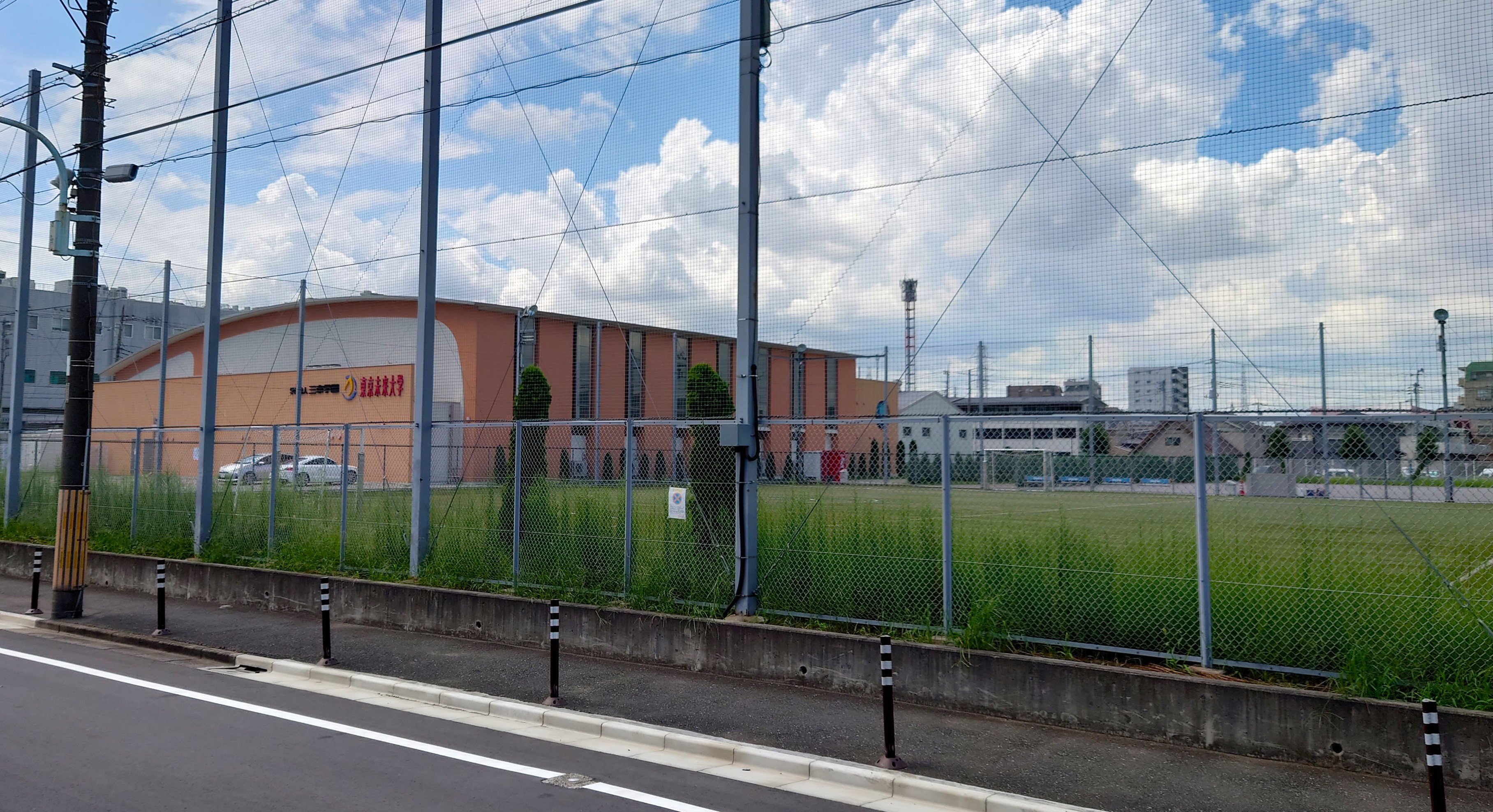
六町キャンパス

東京未来大学（とうきょうみらいだいがく、英語: Tokyo Future University）は、東京都足立区千住曙町34-12に本部を置く日本の私立大学。2007年創立、2007年大学設置。大学の略称は東京未来、TMU、TFU。

## 概観

### 大学全体
学長は塚本伸一。
名誉学長は2023年度まで学長であった角山剛であった。また、その前の名誉学長は心理学の分野で知られる多湖輝であった（2016年没）。こども心理学部長は出口保行、モチベーション行動科学部長は高橋一公。教員の約5割弱は心理学を専攻している。在籍学生数は、通学課程1251名、通信課程1046名（2016年度）。
三幸学園が設置する「東京未来大学福祉保育専門学校」（足立区綾瀬）は、本学とは別の学校である。

## 沿革

### 年表
- 2006年 - 学校法人三幸学園（東京・本郷）と足立区が、旧足立区立第二中学校敷地の定期借地権による無償貸与および建物（校舎）の無償譲渡の仮契約を締結。文部科学省より大学設置が認可される 。
- 2007年 - こども心理学部（通学制と通信制にて）開校
- 2012年 - モチベーション行動科学部開設
- 2014年 - 綾瀬校舎開設　六町グラウンド設置
- 2021年 - C棟完成

## 基礎データ

### 所在地
- 堀切キャンパス：東京都足立区千住曙町34-12
- 六町グラウンド・体育館：東京都足立区南花畑1-14-24
- 東京未来大学福祉保育専門学校：東京都足立区綾瀬2-30-33

## 教育および研究

### 組織

#### 学部
- 通学課程
  - こども心理学部
    - こども心理学科
      - 心理専攻
      - こども保育・教育専攻

  - モチベーション行動科学部
    - モチベーション行動科学科

- 通信課程
  - こども心理学部
    - こども心理学科

  - モチベーション行動科学部
    - モチベーション行動科学科

#### 大学院
- 大学院・研究科は設置していない。

## 施設

### キャンパス
- 足立区の中学校統合に伴い、2004年度をもって廃校になった足立区立第二中学校の校舎を改修増設して利用。なお当校舎は、テレビドラマ「3年B組金八先生」シリーズ（TBS系）の舞台である「桜中学校」のロケ地として使われていた。
- 開校後の2007年8月にテレビドラマ｢ライフ｣（フジテレビ系、2007年）、2008年3月に「エジソンの母」（TBS系、2008年）のロケが行われている。
- 六町キャンパスでは教職課程に必要である体育の授業が行われている。

## 対外関係

### 他大学との協定
- 放送大学